# Chi ha bisogno di Tenchi? - The Movie - Tenchi muyo in Love
Chi ha bisogno di Tenchi? - The Movie - Tenchi muyo in Love (天地無用! in Love?, Tenchi muyō! In Love) è un film d'animazione del 1996 diretto da Hiroshi Negishi.
Si tratta del primo di tre film che prendono ispirazione dall'universo di Chi ha bisogno di Tenchi?.
Il film comincia dopo gli eventi della serie animata televisiva Tenchi muyō!, e quindi varia da ciò che succedeva negli OAV originali in diversi punti. Una delle differenze più macroscopiche è senz'altro il fatto che la madre di Tenchi è Achika Masaki, e non Kiyone Masaki, come veniva detto in Chi ha bisogno di Tenchi?.
Il film è stato seguito da Chi ha bisogno di Tenchi? - The Movie - La vigilia dell'estate, uscito nelle sale nel 1997.
In Italia è stato edito originariamente in VHS nel 1998 da Dynamic Italia e poi ristampato in DVD.

## Trama
Il demoniaco criminale spaziale Kain, è riuscito ad evadere dalla prigione in cui era confinato, distruggendo il quartier generale della polizia intergalattica, che fa appena in tempo a diramare la notizia della fuga. Contemporaneamente a casa Masaki le cose prendono una strana piega. Tenchi sembra sul punto di scomparire, mentre il suo tempio comincia a cadere a pezzi. Washu protegge Tenchi con uno scudo temporale, e insieme agli altri si mettono ad indagare su cosa sta succedendo. Il gruppo va indietro nel tempo di 26 anni, quando Achika e Nobuyuki (i genitori di Tenchi) erano degli adolescenti. Qui scopriranno che anche Kain sta osservando Achika, e se Tenchi e i suoi amici non interveranno per proteggere l'amore della coppia, per lui non ci potrà mai essere un futuro.